# Belmont-Bretenoux
Belmont-Bretenoux is een gemeente in het Franse departement Lot (regio Occitanie) en telt 323 inwoners (1999). De plaats maakt deel uit van het arrondissement Figeac.

## Geografie
De oppervlakte van Belmont-Bretenoux bedraagt 6,6 km², de bevolkingsdichtheid is 48,9 inwoners per km².
De onderstaande kaart toont de ligging van Belmont-Bretenoux met de belangrijkste infrastructuur en aangrenzende gemeenten.

## Demografie
Onderstaande figuur toont het verloop van het inwonertal (bron: INSEE-tellingen).